# Напредок (Кичево)
«Напредок» (мак. ФК Напредок Кичево) — македонський футбольний клуб із міста Кичево. 
Заснований 1928 року під назвою «Ядран», після війни перейменований на «Янчицю», а з 1952 року отримав теперішню назву.
Виступає в Першій лізі Македонії, в якій уже провів 10 сезонів (1999-2000, 2001-05, 2006-09, 2010-12).

## Досягнення
Перша ліга Македонії:
- Найвище місце 7-е (3): 2002/03, 2006/07, 2011/12

Кубок Македонії:
- Фіналіст (1): 2003/04